# Ceceni
I ceceni (in ceceno нохчий, noxçi, singolare noxçuo) costituiscono il più grande gruppo etnico nativo delle regioni a nord del Caucaso. Chiamano loro stessi con il nome di "nokhci", sulle cui origini etimologiche vi sono diverse teorie: il nome potrebbe derivare dall'antico villaggio di Nakhsh o dal nome biblico di Noè (Nokha in ceceno).
Il termine russo per l'etnia, čečency, è anch'esso oggetto di dibattito, ma la teoria prevalente è quella secondo la quale esso abbia origine dal nome dell'antico villaggio di Čečana (in russo: Čečen-Aul). Il villaggio in questione è situato sulla riva del fiume Argun, vicino a Groznyj.

## Geografia
La popolazione cecena è composta in prevalenza dagli abitanti della Cecenia, una regione riconosciuta a livello internazionale all'interno della Russia. Dal 1994 al 1996 si è combattuta una guerra in tutta la regione.
Altre comunità significative dell'etnia cecena si trovano in diverse regioni russe, soprattutto nel Dagestan e nella città di Mosca. Fuori del territorio russo, le nazioni che ospitano la popolazione cecena sono la Turchia, la Giordania e la Siria. Queste ultime comunità sono i discendenti di coloro che abbandonarono la Cecenia durante la guerra caucasica intorno al 1850, che portò all'annessione del territorio dell'Inguscezia, comprendente l'Ossezia e la Cecenia, all'Impero russo e alla deportazione dei ceceni in Kazakistan nel 1944, ordinata da Stalin.
In tempi recenti, dopo la fine della prima e della seconda guerra cecena, decine di migliaia di rifugiati ceceni si stabilirono in Europa e anche in altri luoghi, specialmente durante l'ondata di emigrazione verso l'Occidente avvenuta dopo il 2002.

## Origini
I clan vainachi, gli antenati dei ceceni e degli ingusci, dimorarono sulle montagne della regione fino al XVI secolo, epoca in cui iniziarono a stabilirsi nei bassipiani. In questo periodo ebbe inizio la loro islamizzazione, indotta dall'influenza delle popolazioni limitrofe.

## Popolazione
Nonostante molti ceceni abitino in Cecenia (popolazione 1,3 milioni, inclusi i non-ceceni), più di un milione di ceceni vive in altre aree del Caucaso, dell'Asia centrale e in alcune parti della Russia. Circa 100.000 vivono in Europa.

## Lingua
Le lingue principali dei ceceni sono il ceceno ed il russo.
Il ceceno appartiene alla famiglia dei linguaggi caucasici del centro-nord. La letteratura cecena si basa sul dialetto delle zone centrali. Tra gli altri dialetti si trova l'inguscio, parlato in Inguscezia, e il batsi, il linguaggio dei contadini della Georgia.

## Cultura
Prima dell'adozione dell'Islam, i ceceni praticavano una mistura di tradizioni religiose e credenze locali. Essi prendevano parte a numerosi rituali, molti dei quali inerenti alla pastorizia e all'agricoltura. Tra essi si possono citare i riti per la pioggia, una celebrazione che aveva luogo il primo giorno dell'aratura, ed il Giorno di "Sela il Tuonante" oppure il Giorno della Dea Tusholi.
La società cecena è strutturata attorno a 130 teip o clan. I teip si basano più sulla terra che sul sangue e si relazionano tra loro in maniera piuttosto conflittuale, soprattutto in tempo di pace. Durante i periodi di guerra, invece, tendono ad unirsi. I teip sono ulteriormente suddivisi in gar (rami), ed i gar in nekye (famiglie patriarcali). Il codice sociale ceceno può essere riassunto nel termine nokchalla, il quale, nonostante non abbia una diretta traduzione in italiano, implica un comportamento cavalleresco morale ed etico, generosità e la volontà della salvaguardia dell'onore delle donne.

## Religione

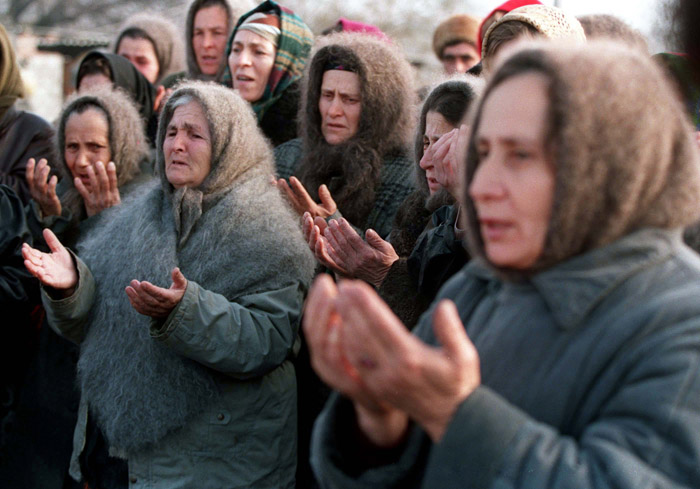
Donne cecene che pregano

La Cecenia è per la maggior parte musulmana, poiché i suoi abitanti furono convertiti all'Islam sotto l'influenza dell'Impero ottomano nel XV secolo. Ogni clan è guidato da un mistico spirituale. Alcuni di essi aderiscono al ramo mistico sufi dell'Islam sunnita chiamato muridismo. Circa la metà dei ceceni appartiene alle fratellanze sufi dette anche confraternite islamiche. Le due tariqa che si diffusero maggiormente nel Caucaso del nord furono la Naqshbandiya e la Qadiriya. La Naqshbandiya è particolarmente forte nel Daghestan ed in Cecenia orientale, mentre la Qadiriya ha la maggior parte dei suoi fedeli nel resto della Cecenia ed in Inguscezia.
Quasi tutti i ceceni appartengono comunque alla scuola di pensiero islamica shafii. 
Il salafismo venne introdotto nella regione negli anni cinquanta. Alcuni dei ribelli coinvolti nella guerra cecena (particolarmente quelli che seguono Šamil' Salmanovič Basaev) sono salafiti.